# Ocyrhoé (nymphe)
Pour les articles homonymes, voir Ocyrhoé.
Dans la mythologie grecque, Ocyrhoé (en grec ancien Ὠκυρ(ρ)όη / Ôkur(r)hoê, « courant rapide ») est une nymphe.
Elle est mariée à Hippase, dont elle a plusieurs enfants : Charops, Socos, Apisaon, Agélaos et Hippomédon (tous combattants troyens dans la guerre de Troie). Si Hippase et les trois premiers fils sont déjà connus d'Homère, Ocyrhoé et les deux suivants ne sont cités que par Quintus de Smyrne.